# Edelfrei
Edelfrei, in italiano Nobile Libero, fu un titolo primitivo della nobiltà del Sacro Romano Impero germanico di cui nel tardo medioevo diversi membri divennero Barone del Sacro Romano Impero e nel XVI secolo i rimanenti si trasformarono in Cavaliere ereditario del Sacro Romano Impero.
Godeva dell'immediatezza imperiale e della totale indipendenza dai grandi signori locali. Fa parte, a partire dal XII secolo, delle prime tre gerarchie iniziali della nobiltà imperiale, assieme al titolo di conte del Sacro Romano Impero e Principe del Sacro Romano Impero. Questo titolo rimarrà in vigore fino alla fine del XVI secolo quando si evolverà in quello di Cavaliere ereditario.

## Storia
Inizialmente nel Medioevo il termine Edelfrei designava semplicemente un membro di una dinastia. Ma questo termine era usato anche come status legale locale e come un titolo di nobiltà senza una relazione di tipo subordinativo. I portatori di questo titolo non erano soggetti ad altre famiglie o dinastie e non avevano dipendenze nel loro allodio. Il termine contemporaneo Uradel non deve essere confuso con il termine Edelfrei: Uradel non è un titolo, ma una categoria della nobiltà che ha ottenuto la nobilitazione prima del 1400.
In origine la nobiltà del Sacro Romano Impero era composta solo da nobili liberi che avevano l'immediatezza imperiale. Alcuni erano nobili che avevano ottenuto l'immediatezza del loro feudo, e altri erano stati nobilitati dall'imperatore stesso, dal ministero. Sulle loro lettere patenti, l'immediatezza era loro concessa con il titolo ufficiale di "Nobile libero del Sacro Impero". Per distinguersi dai nobili mediati (Edlers), si fecero chiamare cavalieri (Ritter). 
Tuttavia l'imperatore non riconobbe questo nuovo titolo, posto dunque al di fuori della gerarchia nobiliare. Nel secolo successivo, i più ricchi ottennero la loro ufficializzazione con il diritto di essere chiamati "uomo libero" (Freiherr): nacquero così i baroni dell'impero. I nobili che si autoproclamarono "cavalieri imperiali" si ribellarono più volte, come nel 1521 e nel 1526, per ottenere la loro integrazione nella gerarchia della nobiltà.
Tuttavia sarà necessario attendere fino al 1577 affinché i nobili liberi venissero riconosciuti come cavalieri dall'imperatore e integrati nella gerarchia nobiliare come reichsritter (letteralmente: Cavaliere dell'Impero). Tuttavia non ebbero mai accesso alla dieta dell'impero. A partire dal 1600 non venne più creato un titolo nobiliare gratuito. Solo il titolo di Nobile (edler) fu ancora concesso con lettere patenti, ma senza il diritto all'immediatezza imperiale. Se il titolo fu de facto trasformato in quello di cavaliere, questo durò ancora, in particolare nelle regioni di lingua non tedesca, dove molti non osarono trasformarlo in quello di cavaliere per timore o per incomprensioni della riforma del titolo stesso.

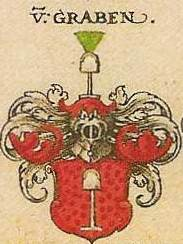
Blasonatura di Ulrich II dei Graben di Stein, edelfrei in Stiria nella prima metà del XIV secolo

## Casi di vassalizzazione
Sebbene dotati del privilegio dell'immediatezza imperiale, molti nobili liberi si sottomisero tra il Medioevo al Rinascimento a potenti signori feudali; l'immediatezza era talvolta difficile da mantenere, soprattutto per motivi finanziari. Questa subordinazione non era necessariamente forzata, era anzi molto spesso volontaria. In effetti, i vassalli potevano avere spesso alte posizioni nella corte dei loro signori e queste erano spesso redditizie. Soprattutto ai tempi della costituzione dei territori e con l'avvento dell'economia monetaria, molti nobili liberi accettarono la protezione e il sostegno di un signore laico o spirituale. Al contrario, questi potenti signori dipendevano da questi piccoli nobili, nel senso che i territori più grandi potevano essere controllati e amministrati solo con l'aiuto di servitori fedeli e istruiti. In teoria anche se vassalli poterono mantenere la loro immunità giudiziaria. Inoltre accettare la protezione di un signore più grande o mettersi al suo servizio non significava necessariamente la fine dell'immediatezza per il nobile libero.